# Els Ingeborg Smits
Pour les articles homonymes, voir Smits.
 (février 2019).
Els Ingeborg Smits, née le 30 juin 1944 à Amsterdam et morte le 5 décembre 2011 dans la même ville,, est une actrice néerlandaise.

## Filmographie

### Cinéma et téléfilms
- 1972 : Weet U waar de Rozenlaan ligt? : La fille
- 1973 : Waaldrecht (nl) : Nel
- 1973 : Barlow at Large (nl) : Constable Helen Tanjern
- 1980 : Bekende gezichten, gemengde gevoelens (nl) : Doris
- 1983 : De derde kamer (nl) : Tineke Douwens
- 1985 : Thomas en Senior op het spoor van Brute Berend : La mère de Thomas
- 1985-1988 : Sur les traces de Bernard le pirate : La mère de Thomas
- 1990 : 12 steden, 13 ongelukken (nl) : Inge
- 1991 : De provincie (nl) : La mère de Franck
- 1992 : Ik ga naar Tahiti (nl) : Greet
- 1993-1994 : Pleidooi (nl) : Sonja Blakenburg
- 1998 : Goede daden bij daglicht : Annelies
- 1998 : Het jaar van de opvolging (nl) : Eliza Rahusen
- 1999 : Blauw blauw (nl) : Mme Bezemer
- 2000 : Wildschut & De Vries (nl) : Mme Westman
- 2001 : Loenatik (nl) : Lucy
- 2003 : Van God los (nl) : La mère de Anna
- 2004 : Hartslag (série télévisée) : Ineke
- 2004 : Drijfzand (nl) : L'avocate
- 2004 : Sophie en Arthur : Bunsink
- 2005 : Het mysterie van de sardine (nl) : Mme Gravesande
- 2006 : Inspecteurs associés : La registraire
- 2006 : Grijpstra & de Gier (nl) : La dame
- 2007 : Timboektoe (en) : La grand-mère
- 2007-2008 : De Daltons, de jongensjaren (nl) : La rectrice
- 2009-2011 : Verborgen gebreken (nl) : Liselore Rademaker-van de Meer